# Comostola virago
Comostola virago är en fjärilsart som beskrevs av Louis Beethoven Prout 1926. Comostola virago ingår i släktet Comostola och familjen mätare. Inga underarter finns listade i Catalogue of Life.